# Kate Howey
Kate Louise Howey (Andover, 31 de mayo de 1973) es una deportista británica que compitió en judo.
Participó en cuatro Juegos Olímpicos, entre los años 1992 y 2004, obteniendo en total dos medallas: plata en Sídney 2000 y bronce en Barcelona 1992, ambas en la categoría de –66 kg. Ganó cinco medallas en el Campeonato Mundial de Judo entre los años 1991 y 2001, y ocho medallas en el Campeonato Europeo de Judo entre los años 1990 y 2000.

## Palmarés internacional
| Juegos Olímpicos   | Juegos Olímpicos         | Juegos Olímpicos  | Juegos Olímpicos |
| Año                | Lugar                    | Medalla           | Categoría        |
| ------------------ | ------------------------ | ----------------- | ---------------- |
| 1992               | Barcelona (España)       | Medalla de bronce | –66 kg           |
| 2000               | Sídney (Australia)       | Medalla de plata  | –70 kg           |
| Campeonato Mundial |                          |                   |                  |
| Año                | Lugar                    | Medalla           | Categoría        |
| 1991               | Barcelona (España)       | Medalla de bronce | –66 kg           |
| 1993               | Hamilton (Canadá)        | Medalla de plata  | –72 kg           |
| 1997               | París (Francia)          | Medalla de oro    | –66 kg           |
| 1999               | Birmingham (Reino Unido) | Medalla de bronce | –70 kg           |
| 2001               | París (Francia)          | Medalla de plata  | –70 kg           |
| Campeonato Europeo |                          |                   |                  |
| Año                | Lugar                    | Medalla           | Categoría        |
| 1990               | Fráncfort (RFA)          | Medalla de plata  | –66 kg           |
| 1991               | Praga (Checoslovaquia)   | Medalla de plata  | –66 kg           |
| 1993               | Atenas (Grecia)          | Medalla de bronce | –72 kg           |
| 1994               | Gdańsk (Polonia)         | Medalla de bronce | –72 kg           |
| 1995               | Birmingham (Reino Unido) | Medalla de bronce | –72 kg           |
| 1997               | Ostende (Bélgica)        | Medalla de bronce | –66 kg           |
| 1998               | Oviedo (España)          | Medalla de bronce | –70 kg           |
| 2000               | Breslavia (Polonia)      | Medalla de plata  | –70 kg           |